# قائمة المرشحين المؤقتة (انتخابات)
قائمة المرشحين المؤقتة عبارة عن مجموعة من المرشحين الذين يشاركون في انتخابات متعددة المقاعد أو متعددة المناصب في برنامج سياسي عامة.
ويمكن أن يكون البرنامج السياسي العام نابعًا من أن هؤلاء المرشحين جميعهم أعضاء في حزب سياسي أو لديهم نفس السياسات أو سياسات متشابهة، أو لأي أسباب أخرى.

## الانتخابات التي تشيع فيها قوائم المرشحين المؤقتة

### المجمع الانتخابي للولايات المتحدة
تستخدم الانتخابات الرئاسية للولايات المتحدة المجمع الانتخابي لتحديد الفائز، ويتم اختيار أعضاء الهيئة الانتخابية من خلال التصويت الشعبي في كل ولاية. ويختار الناخبون قائمة مشرحين مؤقتة للهيئة الانتخابية التي تقوم بدعم أحد المرشحين، رغم أن ذلك قد لا يكون واضحًا للناخب في هذا الوقت.

### الانتخابات التشريعية في الولايات المتحدة
في الولايات التي يتم فيها انتخاب السلطات التشريعية للولاية من مقاطعات توفر أعضاء متعددين، من الشائع أن تشكل مجموعات المرشحين قوائم المرشحين المؤقتة في الانتخابات التمهيدية والعامة. ومن الأمثلة الكبيرة على ذلك انتخابات الجمعية العمومية لميريلاند، حيث تقوم أغلب المقاطعات بانتخاب فرد واحد من مجلس شيوخ ميريلاند وثلاثة أعضاء من مجلس مفوضي ميريلاند. وغالبًا ما ينضم المرشحون لمجلس الشيوخ والمفوضين (غالبًا ممن يحتلون مناصب معينة) مع بعضهم البعض قبل الانتخابات التمهيدية، حيث يقومون بتسجيل قوائم المرشحين المؤقتة الخاصة بهم على أنها لجان حملات منفصلة مما يتيح لهم تجميع التبرعات بشكل منفصل. ويطلق عليهم في الغالب اسم «فرق القيادة».

### الاتحادات الطلابية في المملكة المتحدة
تضم أغلب الاتحادات الطلابية في المملكة المتحدة مواقع في اللجنة التنفيذية الخاصة بها يتم انتخابها في نفس الوقت، ولكن بشكل منفصل. ويمكن أن تترشح مجموعات المرشحين معًا، بحيث يمكن لكل مرشح أن يقوم بعمل الحملة الخاصة به. ويقوم الأعضاء الآخرون في قوائم المرشحين المؤقتة بنفس الأمر في نفس الوقت، مما يزيد من الموارد الانتخابية والطاقة البشرية المتاحة للمجموعة. ويمكن أن تكون قوائم المرشحين المؤقتة سياسية (على سبيل المثال تحالف أوقفوا الحرب) أو غير سياسية. ومع ذلك، تحظر بعض اتحادات الطلاب استخدام قوائم المرشحين المؤقتة في الانتخابات التي تجري بها.

### الانتخابات البلدية الكندية
لا تمتلك الأحزاب السياسية الفيدرالية والإقليمية الكبرى في كندا أجنحة تعمل في البلديات، وهذا أمر غير معتاد في الديمقراطيات الغربية. وفي حين أن بعض المدن الكبرى في كندا، مثل مونتريال وفانكوفر، تحتوي على أحزاب سياسية دائمة تتنافس في الانتخابات البلدية فقط، إلا أن أغلب المدن الكندية لا تحتوي على أحزاب سياسية بلدية تعمل بشكل كامل. وبدلاً من ذلك، وقبل الانتخابات البلدية مباشرة، قد يوافق بعض الأفراد على عمل حملات بشكل مشترك فيما يطلق عليه اسم «قوائم المرشحين المؤقتة». وبالنسبة لأعضاء قوائم المرشحين المؤقتة، غالبًا ما يعني ذلك عدم الترشح ضد بعضهم البعض على نفس المنصب وشراء مواد الدعاية معًا وربما الاتفاق على التصويت بنفس الفكر في بعض الأمور إذا تم انتخابهم. وتختلف قوائم المرشحين المؤقتة عن الأحزاب السياسية في أنها غالبًا ما تكون عبارة عن ترتيبات مؤقتة لا تدوم إلا خلال فترة الحملة الانتخابية فقط، ولا يتم عقد اجتماعات سنوية لها، ولا يكون لها مقرات رئيسية، كما أنها لا تضم المتطوعين.

### الاتحادات الطلابية في كندا
يشيع استخدام قوائم المرشحين المؤقتة من قبل الطلاب من أجل أن يتم انتخابهم بشكل جماعي في مناصب اتحادات الطلاب. وغالبًا تمثل قوائم المرشحين المؤقتة سمة جدلية في سياسات الطلاب في كندا، حيث يتذبذب العديد من الطلاب بين الاعتراف الكامل بهم والحظر الصريح لهم. وفي اتحادات الطلاب الكبيرة، حيث يمكن تحمل قوائم المرشحين المؤقتة، يشيع اعتماد قوائم المرشحين المؤقتة تلك على سمات تشبه الأحزاب من أجل التمكن من النجاح في عدة سنوات.

### انتخابات الفلبين
تستخدم الأحزاب السياسية والائتلافات قوائم المرشحين المؤقتة في الانتخابات التي تنطوي على فائزين متعددين. وبالنسبة لمجلس الشيوخ الذي يتم انتخابه من بين الشعب، تقوم الأحزاب والائتلافات بتشكيل قوائم مرشحين مؤقتة تضم كل منها 12 شخصًا، حيث يتم التنافس على 12 مقعدًا. ويسري ذلك نفسه على المجالس التشريعية المحلية، اعتمادًا على عدد المقاعد المتاحة، حيث يتم إجراء الانتخابات من خلال الاقتراع الكتلوي. وتقوم الأحزاب والائتلافات بإصدار نماذج اقتراعات لتوقع الناخبين المحتملين وتحمل أسماء المرشحين في قوائم المرشحين المؤقتة الخاصة بهم، من مجلس الشيوخ وحتى المجالس التشريعية التابعة لحكومات البلديات المعروفة باسم سانجونيانج بيان، مع تشجيع الناخبين على «التصويت المباشر» لقوائم المرشحين المؤقتة الخاصة بهم.